# Moffans-et-Vacheresse
Moffans-et-Vacheresse è un comune francese di 637 abitanti situato nel dipartimento dell'Alta Saona nella regione della Borgogna-Franca Contea.

## Società

### Evoluzione demografica
Abitanti censiti